# Meletius van Lycopolis
Meletius van Lycopolis (4e eeuw) was een Egyptische bisschop die een kortstondig schisma binnen de kerk veroorzaakte door de naar hem genoemde sekte van Meletianen of Kerk van de Martelaren op te richten, in het district van Thebe in Egypte.
Meletius was reeds in 303 bisschop van Lycopolis (wolfstad). Hij werd tijdens de vervolging onder Diocletianus in de gevangenis gegooid. Het belang van Meletius zou liggen in zijn weigering die christenen te ontvangen die tijdens de vervolgingen het christelijk geloof hadden verlaten en dit nadien betreurden. Meletius' weigering leidde tot een breuk met Petrus van Alexandrië en de andere Egyptische bisschoppen die wel absolutie wilden verlenen aan degenen die bereid waren penitentie te doen voor hun ontrouw. Meletius hield, nadat hij was vrijgelaten, voet bij stuk en verzamelde vele aanhangers. Zijn invloed strekte zich zelfs tot in Palestina uit. Hij stelde negenentwintig bisschoppen aan en deed daarmee inbreuk op de rechtsbevoegdheid van Petrus.
Het Eerste Concilie van Nicea in 325 gaf de inmiddels als martelaar gestorven Petrus en de bisschoppen die hem steunden gelijk, maar Meletius mocht bisschop van Lycopolis blijven, zij het slechts met nominale autoriteit. Spoedig daarna overleed hij. Zijn aanhangers kozen echter partij voor de Arianen in de controverse met Athanasius de Meletianen bleven als afzonderlijke sekte bestaan tot in de 5e eeuw.

## Antieke bronnen
- Epiphanius van Salamis, Panarion LXVIII.